# Rodina
Rodina (russisch Родина ‚Vaterland / Heimat‘) ist eine linksnationalistische  Partei in Russland, welche im dortigen Parlament (Duma) von 2003 bis 2006 eine Fraktion bildete. Rodina wurde aus dem Umfeld von Wladimir Putin als Konkurrenz zur KPRF gegründet, um den Kommunisten einen Teil der Wählerstimmen wegzunehmen. Die KPRF rutschte daraufhin in der Wählergunst ab.

## Inhaltliches Profil
Offiziell bezeichnete sich die Partei selbst als nationalkonservativ und Freund der orthodoxen Kirche.
Die offiziellen Schwerpunkte im Programm von Rodina waren:
- eine gelenkte Wirtschaftspolitik
- die Kapitalbildung in der Industrie insbesondere bei der Hochtechnologie
- die Senkung von Russlands Abhängigkeit von Rohstoff- und Energieexporten
- Überwindung der Spaltung der russischen Gesellschaft in Arm und Reich
- Verteidigung der nationalen Interessen und Unabhängigkeit Russlands

Rodina trat gerne mit linkssozialistischen und auch russisch-nationalistischen Tönen in Erscheinung. In die kontroverse Diskussion geraten war sie hierbei Ende 2005 auch in Russland durch einen kaukasierfeindlichen Fernsehspot, der zu ihrem Ausschluss von den Wahlen zum Moskauer Stadtparlament führte sowie die Forderung zahlreicher Abgeordneter der Fraktion, jüdische Organisationen in Russland als extremistisch einzustufen. Im 2006 wurde von Spannungen zwischen Rodina und der Regierung berichtet, was auch prompt zu sanktionierenden Eingriffen der Verwaltung in das Parteileben führte. Kritisch eingestellte Beobachter der russischen Regierung werteten die Entwicklung als Konsequenz aus der Tatsache, dass das Regierungsprojekt Rodina zu erfolgreich und unabhängig geworden war und der Regierungspartei Einiges Russland Stimmen hätte wegnehmen können.
Im März 2015 organisierte Rodina, geführt vom stellvertretenden Ministerpräsidenten Dmitri Olegowitsch Rogosin und von Putins Berater Sergei Jurjewitsch Glasjew, eine Versammlung von – gemäß Rodina-Angaben – „sozialen und politischen“ Bewegungen, um den Erhalt „traditioneller Werte“ wie Familie und Christentum zu besprechen. Zu diesem Treffen lud Rodina Rechtsextremisten aus ganz Europa sowie „Experten“ wie Jared Taylor, Udo Voigt oder Nick Griffin ein.
Die FPÖ und der Front National waren zwar eingeladen, nahmen aber nicht teil.

## Geschichte der Partei
Rodina ist im Sommer 2003 aus Abspaltungen der kommunistischen KPRF und der linksnationalistischen Volkspartei der Russischen Föderation (Narodnaja Partija) sowie der Russischen Christdemokratischen Partei entstanden. Sie sprach bei den Duma-Wahlen am 7. Dezember 2003 erfolgreich Arme und sozial Schwache mit einem konfrontationsgeladenen Wahlkampf an, in dessen Mittelpunkt als Feindbilder Oligarchen, Nichtrussen und Reiche standen. Sie erreichte ein halbes Jahr nach ihrer Gründung unter dem Vorsitzenden Sergei Glasjew aus dem Stand 9 % bei den Wahlen zur Staatsduma Russlands und bildete nach der Putin-Partei und den Kommunisten die drittstärkste Fraktion. In der folgenden Zeit arbeitete sie mit Putins Partei Einiges Russland zusammen.
2005 unterstützte sie jedoch Proteste gegen eine von dieser lancierte Sozialleistungs-Kürzung, woraufhin sich das Verhältnis zwischen Rodina und Einiges Russland verschlechterte. Rodina wurde in den folgenden Monaten bei sieben regionalen Wahlen von der Verwaltung ausgeschlossen, vier besonders regierungstreue Abgeordnete von Rodina wechselten zu Einiges Russland. Anfang 2006 trat daraufhin der Rodina-Vorsitzende Dmitri Rogosin zurück.
Am 28. Oktober 2006 vereinigte sich die Partei mit den ebenfalls regierungsnahen und offiziell linksnationalen Gruppierungen Partija Schisni und Russische Partei der Pensionäre zur Partei Gerechtes Russland: Heimat, Rentner, Leben (russisch Справедливая Россия: родина, пенсионеры, жизнь) um auf dem linken Flügel eine große neue, der Regierung nahestehende Partei zu schaffen. Dies wurde als Versuch der Regierung gesehen, die linke Konkurrenz zur Kommunistischen Partei zu stärken.
Im September 2012 wurde die eigentlich mit dem Zusammenschluss aufgelöste Partei wieder reaktiviert, möglicherweise, um die nun beim Kreml in Ungnade gefallene Partei Gerechtes Russland zu schwächen.
Bei der Parlamentswahl in Russland 2016 erreichte die Partei mit insgesamt 792.226 Stimmen lediglich 1,51 % der Stimmen. Parteivorsitzender Alexei Schurawljow konnte jedoch seinen Wahlkreis Anna in der Oblast Woronesch deutlich gewinnen und zog so in die Duma ein.
Bei der Präsidentschaftswahl in Russland 2018 stellte die Partei keinen eigenen Kandidaten auf, sondern beschloss den Amtsinhaber Wladimir Putin zu unterstützen.

## Prominente Mitglieder
- Sergei Glasjew (ehemaliger Vorsitzender, 1991/92 Außenhandelsminister Russlands)
- Dmitri Rogosin (Mitvorsitzender, Putins Beauftragter für die Oblast Kaliningrad, ehemaliger ständiger Vertreter der Russischen Föderation bei der NATO)
- Wiktor Geraschtschenko (früherer Chef der Russischen Zentralbank)
- Walentin Warennikow (ehemaliger Kommandeur der sowjetischen Landstreitkräfte)
- Georgi Schpak (früherer Kommandeur der russischen Luftlandetruppen)
- Natalija Narotschnizkaja (Historikerin)
- Michail Deljagin (Institut für Globalisierungsfragen)